# المخطوطات الماسورتية

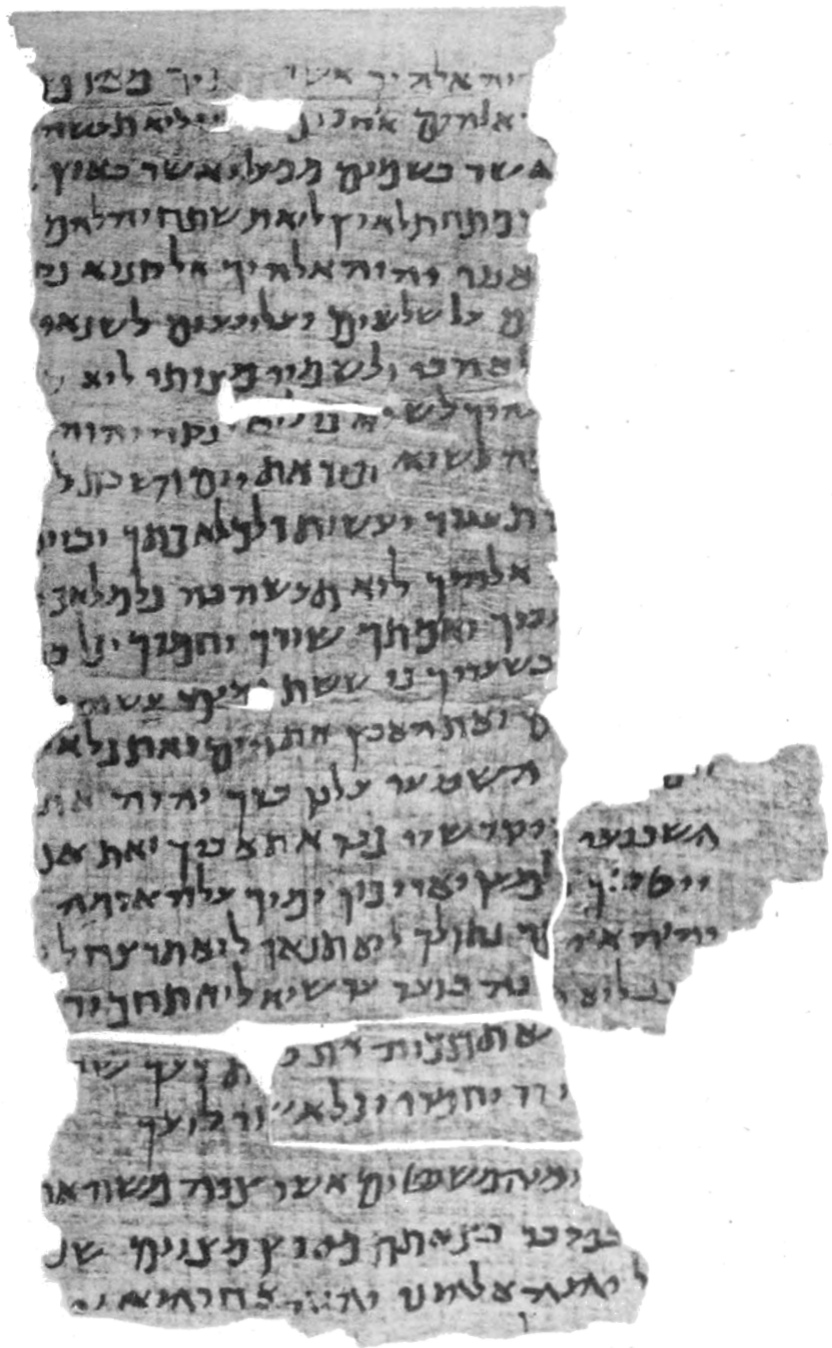

المخطوطات الماسورتية هي مخطوطات تظهر النص الماسورتي للعهد القديم.

## مقدمة
لم يكن لدى اليهود قانوناً محدداً للكتابات المقدسة، وكان هناك اختلافات بين المخطوطات ولم تكن النصوص منقطة ومشكلة، ولم تكن هناك فراغات بين الآيات. ولليوم فمخطوطات الكنائس اليهودية المكتوبة لاتستخدم االتشكيل بل الأحرف فقط. وقد ألقت مخطوطات البحر الميت المزيد من الضوء على تلك الحقبة، فأصبح الأخصائيون يعترفون بنص سابق للماسوري، وبعدة عائلات من النصوص: ماسورتية، سامرية، سبعينية وغيرها.

## الماسورا
الماسورا كلمة مشتقة من الجذر (م س ر) وتعني (نقل) (أوصل)، وتعني أصطلاحاً التقليد، وهم الكتبة الذين أخذوا على عاتقهم تحديد نسخة موحدة للعهد القديم وتشكيلها لحسم الخلافات. وهذا هو سبب عدم وجود أي مخطوطة كاملة للنص الماسورتي تعود لما قبل القرن العاشر. بل يعترف اليهود بأنه بعد كتابة النص الماسوري أنهم قاموا بالتخلص من كل المخطوطات القديمة. والعصر الذهبي للجهد الماسورتي كان في القرون 7-10 للميلاد، ولا يزال موضوعها مثار خلاف كونها أضيفت للنص بعد قرون من اعتماده دونها.

## السبعينية
يلاحظ الباحثون أن تراجم العهد القديم غير العبرية أقدم بقرون من النص العبري، فهناك مخطوطات يونانية تعود للقرن الرابع الميلادي، أي قبل خمسة قرون من المخطوطات الماسورتية.
'الملك بطليموس جمع 72 من الشيوخ.. وضعهم في 72 غرفة، كل واحد منهم في واحدة منفصلة. دون الكشف لهم لماذا استدعي هؤلاء. ودخل كل واحد في غرفة، وقال: اكتب لي في التوراة من موشيه، يا معلم» وضع الله في قلب كل واحد لترجمة مماثل كما كل الآخرين لم '
وتمت ترجمة الكتب وعلاوة على ذلك على مدى القرنين التاليين.وهي ليست واضح تماما الذي ترجم فيه، وحتى أن البعض قد ترجمت مرتين، في صيغ مختلفة، ونقح بعد ذلك. ونوعية وأسلوب مختلف المترجمين متنوعة أيضا إلى حد كبير من كتاب لكتاب، من الحرفي ل مقتبسا لالتفسيرية.ووفقا لأحد «تقييم لل أسفار موسى الخمسة وترجمت بشكل معقول، ولكن بقية من الكتب، ولا سيما الكتب الشعرية، وغالبا ما تكون سيئة جدا القيام به، ويتضمن حتى مجرد سخافات».
لأن عمل الترجمة تقدما تدريجيا، وتمت إضافة كتب جديدة لجمع والبوصلة من الكتاب المقدس اليونانية جاءت لتكون إلى أجل غير مسمى إلى حد ما. من أسفار موسى الخمسة دائما في تفوق كأساس لل شريعة، ولكن جمع النبوية (من الذي أسفار الأنبياء واختير) تغيير الجانب من خلال وجود مختلف هجوغرفا أدرجت فيه. بعض من أحدث الأعمال، ودعا تلك anagignoskomena ليست مدرجة في اليونانية، في الشريعة اليهودية.. ومن بين هذه الكتب هي المكابيين وحكمة بن سيرا. أيضا، فإن النسخة السبعينية بعض الأعمال، مثل دانيال، وأستير، هي أطول من تلك الموجودة في المخطوطات الماسورتيه. [11]) بعض هذه الكتب في وقت لاحق (حكمة سليمان، مكابيين 2، وغيرها) على ما يبدو لم تترجم، ولكن موجودة في اليونانية.
سلطة أكبر مجموعة من «كتابات»، من الذي أسفار الكتابات، لم يتم اختيار ولم يحدد بعد، على الرغم من أن نوعا من عملية انتقائية يجب أن يكون استخدمت لالسبعينيه لم تتضمن وثائق أخرى معروفة جيدا اليهودية مثل اينوك أو اليوبيل أو الكتابات الأخرى التي هي الآن جزء من سوديبيجرافا. وليس من المعروف ما تستخدمه لتحديد مبادئ ومحتويات السبعينيه خارج «القانون والأنبياء العبارة المستخدمة، على» عدة مرات في العهد الجديد

## المخطوطات

### مخطوطة حلب
القرن العاشر الميلادي ولكنها ناقصة حالياً.

### مخطوطة ليننغراد
أقدم مخطوطة كاملة للنص العبري، وتعود للقرن الحادي عشر.